# Харира
Хари́ра (араб. الحريرة al-ḥarīra, «шелковистый», от арабского harir — «шелк»; бербер. ⴰⵣⴽⵉⴼ азкиф) — традиционный алжирский и марокканский суп-пюре. Обычно подается как первое блюдо, но может служить и закуской. Особенно популярен во время Рамадана, его также готовят в течение всего года. Считается праздничным и свадебным блюдом марокканской кухни.
Харира готовится из следующих ингредиентов, которые могут варьироваться в разных регионах Марокко: загуститель из муки tadouira (добавляется в конце приготовления и придаёт супу его текстуру), мясо (баранина, говядина или курица), чечевица, нут, лук, рис, лапша, взбитые яйца, помидоры или томатная паста, оливковое масло, зира, куркума, имбирь, паприка, перец чили, перец чёрный, зелень (сельдерей, петрушка, кинза), лимон, соль. Этот густой суп обычно подают с крутыми яйцами, посыпанным тмином, с финиками и другими сухофруктами, такими как инжир, традиционными медовыми сладостями, домашним хлебом или блинами багрир.